# Pedro María Antonio de Emparan y Orbe

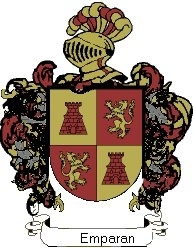
Escudo de armas de la familia Emparan de Azpeitia, escudo cuartelado: 1º y 4º, en campo de oro, una torre de gules, y 2º y 3º, en campo de gules, un león rampante de oro, afrontado el del cuartel 2º con el del 3º.

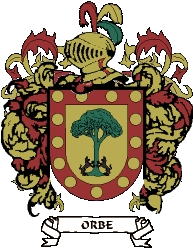
Escudo de armas de la familia Orbe de Ermua: en campo de oro, un pino de sinople, y dos lobos de sable empinados al tronco, uno por cada lado. Bordura de gules, con trece roeles de oro.

 Pedro de Emparan (o Amparan) Orbe  (Azpeitia, 2 de abril de 1755 – m. Venezuela) fue un noble y político español radicado en Venezuela, donde ocupó el cargo de alcalde ordinario. Fue hermano de Vicente de Emparan y Orbe, capitán general de Venezuela. 

## Biografía
Hijo legítimo de José Joaquín de Emparan, XIV señor de la casa de Emparan de Azpeitia, y de María Ana de Orbe y Zárauz, hermana de Andrés Agustín Orbe y Zárauz, I marqués de Valde-Espina. Sus abuelos paternos fueron el mariscal de campo Francisco José de Emparan, caballero de la Orden de Santiago y Francisca Antonia de Zárauz y Velasco, hija ésta del caballero de la Orden de Santiago José Antonio Ortiz de Zárauz, señor del palacio de Zárauz, y de María Ángela Velasco y Unzueta.
Se trasladó a Venezuela hacia 1792, cuando su hermano, Vicente de Emparan y Orbe fue designado gobernador e intendente de la provincia de Cumaná. Estando en Venezuela ocupó el cargo de alcalde ordinario, vivió en Barcelona (Venezuela) y después se trasladó a la población de El Chaparro ubicada al oeste del Estado Anzoátegui.  En esta localidad contrajo matrimonio con Gracia Arveláiz, hija de Juan Bautista Arveláiz Altuna y Legarra y Rita Ignacia de Berroeta del Peral, ambas familias poderosas e influyentes en el  oriente venezolano. Tuvieron tres hijos nacidos en Venezuela: comandante Pedro Miguel, Salomé y Juana Francisca Amparan Arveláiz. Cambiando el apellido Emparan por Amparan como es mencionado en el estudio de Ignacio Arteche Elejalde. Sus descendientes se emparentaron con la familia del prócer de la independencia venezolana Antonio José de Sucre, gran mariscal de Ayacucho y del general José Tadeo Monagas, presidente de Venezuela.
Pedro Miguel Amparan Arveláiz se alistó en las tropas patriotas venezolanas y llegó a ser comandante del ejército patriota en la guerra de independencia y coronel en las guerras civiles en las que participó. Así son las cosas de la vida, el sobrino del capitán general Vicente de Emparan y Orbe luchando contra el ejército realista español. Ejerció en Onoto cargos públicos desde comienzos de 1819, como alcalde de esa localidad y también como jefe militar de esa parroquia. Contrajo matrimonio en El Chaparro el 20 de abril de 1811 con Manuela Fernández López, ante el Pbro. José González. Tuvieron por hijos a Pedro Celestino, general José Luis (Pepe), Ana Josefa de la Luz, Mercedes que casó con su primo hermano Emilio Parés Amparan, Vicente y Rita Amparan Fernández.
La familia Emparan y Orbe, señores de las villas de Azpeitia y Ermua y del Marquesado de Valde-Espina, es descendiente de la casa de Loyola, la casa de Balda, la casa de Butrón, la casa de Haro, la casa de Borgoña y por esta línea familiar de los monarcas de los reinos de Asturias, Castilla, León, Aragón, Navarra, Portugal, la dinastía de los Capetos de Francia, la dinastía Hohenstaufen de Alemania, la casa de Plantagenet de Inglaterra, el Reino de Escocia, la casa de Normandía y la casa de Uppsala.[cita requerida]
|     | Descendientes                 | Período             |
| --- | ----------------------------- | ------------------- |
| I   | Pedro de Emparan              | 1755-? España       |
| II  | Pedro Miguel Amparan Arveláiz | 1794-1860 Venezuela |
| III | Mercedes Amparan Fernández    | 1835-1890 Venezuela |
| IV  | Rafael Parés Amparan          | ?-? Venezuela       |
| V   | Pedro Emilio Parés Gago       | 1904-1959 Venezuela |
| VI  | Silene Parés de Hidalgo       | 1938-2016 Venezuela |
| VII | Luis Vicente Hidalgo Parés    | 1971 Venezuela      |

### Árbol genealógico
|                                     |                                     |                                     |                                     |                                        |                                        |                                        |                                        | | | | | | | José Joaquín de Emparan, XIV señor de la casa de Emparan (1725-1799) | José Joaquín de Emparan, XIV señor de la casa de Emparan (1725-1799) | José Joaquín de Emparan, XIV señor de la casa de Emparan (1725-1799) | José Joaquín de Emparan, XIV señor de la casa de Emparan (1725-1799) | José Joaquín de Emparan, XIV señor de la casa de Emparan (1725-1799) | José Joaquín de Emparan, XIV señor de la casa de Emparan (1725-1799) |                                                           |                                                           |                                                           |                                                           |                                                           |                                                           | María Ana de Orbe y Zárauz (1723-1815) | María Ana de Orbe y Zárauz (1723-1815) | María Ana de Orbe y Zárauz (1723-1815)                                                       | María Ana de Orbe y Zárauz (1723-1815)                                                       | María Ana de Orbe y Zárauz (1723-1815)                                                       | María Ana de Orbe y Zárauz (1723-1815)                                                       |                                                                                              |                                                                                              |                                               |                                               |                                               |                                               |  |  |
|                                     |                                     |                                     |                                     |                                        |                                        |                                        |                                        | | | | | | | José Joaquín de Emparan, XIV señor de la casa de Emparan (1725-1799) | José Joaquín de Emparan, XIV señor de la casa de Emparan (1725-1799) | José Joaquín de Emparan, XIV señor de la casa de Emparan (1725-1799) | José Joaquín de Emparan, XIV señor de la casa de Emparan (1725-1799) | José Joaquín de Emparan, XIV señor de la casa de Emparan (1725-1799) | José Joaquín de Emparan, XIV señor de la casa de Emparan (1725-1799) |                                                           |                                                           |                                                           |                                                           |                                                           |                                                           | María Ana de Orbe y Zárauz (1723-1815) | María Ana de Orbe y Zárauz (1723-1815) | María Ana de Orbe y Zárauz (1723-1815)                                                       | María Ana de Orbe y Zárauz (1723-1815)                                                       | María Ana de Orbe y Zárauz (1723-1815)                                                       | María Ana de Orbe y Zárauz (1723-1815)                                                       |                                                                                              |                                                                                              |                                               |                                               |                                               |                                               |  |  |
|                                     |                                     |                                     |                                     |                                        |                                        |                                        |                                        | | | | | | |                                                                      |                                                                      |                                                                      |                                                                      |                                                                      |                                                                      |                                                           |                                                           |                                                           |                                                           |                                                           |                                                           |                                        |                                        |                                                                                              |                                                                                              |                                                                                              |                                                                                              |                                                                                              |                                                                                              |                                               |                                               |                                               |                                               |  |  |
|                                     |                                     |                                     |                                     |                                        |                                        |                                        |                                        | | | | | | |                                                                      |                                                                      |                                                                      |                                                                      |                                                                      |                                                                      |                                                           |                                                           |                                                           |                                                           |                                                           |                                                           |                                        |                                        |                                                                                              |                                                                                              |                                                                                              |                                                                                              |                                                                                              |                                                                                              |                                               |                                               |                                               |                                               |  |  |
|                                     |                                     |                                     |                                     |                                        |                                        |                                        |                                        | | | | | Gracia Arvaláiz (1766-?)                                                                                               | Gracia Arvaláiz (1766-?)                                                                                               | Gracia Arvaláiz (1766-?)                                             | Gracia Arvaláiz (1766-?)                                             | Gracia Arvaláiz (1766-?)                                             | Gracia Arvaláiz (1766-?)                                             |                                                                      |                                                                      | Pedro de Emparan, alcalde ordinario en Venezuela (1755-?) | Pedro de Emparan, alcalde ordinario en Venezuela (1755-?) | Pedro de Emparan, alcalde ordinario en Venezuela (1755-?) | Pedro de Emparan, alcalde ordinario en Venezuela (1755-?) | Pedro de Emparan, alcalde ordinario en Venezuela (1755-?) | Pedro de Emparan, alcalde ordinario en Venezuela (1755-?) |                                        |                                        | Vicente de Emparan y Orbe, presidente, gobernador y capitán general de Venezuela (1747-1820) | Vicente de Emparan y Orbe, presidente, gobernador y capitán general de Venezuela (1747-1820) | Vicente de Emparan y Orbe, presidente, gobernador y capitán general de Venezuela (1747-1820) | Vicente de Emparan y Orbe, presidente, gobernador y capitán general de Venezuela (1747-1820) | Vicente de Emparan y Orbe, presidente, gobernador y capitán general de Venezuela (1747-1820) | Vicente de Emparan y Orbe, presidente, gobernador y capitán general de Venezuela (1747-1820) |                                               |                                               |                                               |                                               |  |  |
|                                     |                                     |                                     |                                     |                                        |                                        |                                        |                                        | | | | | Gracia Arvaláiz (1766-?)                                                                                               | Gracia Arvaláiz (1766-?)                                                                                               | Gracia Arvaláiz (1766-?)                                             | Gracia Arvaláiz (1766-?)                                             | Gracia Arvaláiz (1766-?)                                             | Gracia Arvaláiz (1766-?)                                             |                                                                      |                                                                      | Pedro de Emparan, alcalde ordinario en Venezuela (1755-?) | Pedro de Emparan, alcalde ordinario en Venezuela (1755-?) | Pedro de Emparan, alcalde ordinario en Venezuela (1755-?) | Pedro de Emparan, alcalde ordinario en Venezuela (1755-?) | Pedro de Emparan, alcalde ordinario en Venezuela (1755-?) | Pedro de Emparan, alcalde ordinario en Venezuela (1755-?) |                                        |                                        | Vicente de Emparan y Orbe, presidente, gobernador y capitán general de Venezuela (1747-1820) | Vicente de Emparan y Orbe, presidente, gobernador y capitán general de Venezuela (1747-1820) | Vicente de Emparan y Orbe, presidente, gobernador y capitán general de Venezuela (1747-1820) | Vicente de Emparan y Orbe, presidente, gobernador y capitán general de Venezuela (1747-1820) | Vicente de Emparan y Orbe, presidente, gobernador y capitán general de Venezuela (1747-1820) | Vicente de Emparan y Orbe, presidente, gobernador y capitán general de Venezuela (1747-1820) |                                               |                                               |                                               |                                               |  |  |
|                                     |                                     |                                     |                                     |                                        |                                        |                                        |                                        | | | | | | |                                                                      |                                                                      |                                                                      |                                                                      |                                                                      |                                                                      |                                                           |                                                           |                                                           |                                                           |                                                           |                                                           |                                        |                                        |                                                                                              |                                                                                              |                                                                                              |                                                                                              |                                                                                              |                                                                                              |                                               |                                               |                                               |                                               |  |  |
|                                     |                                     |                                     |                                     |                                        |                                        |                                        |                                        | | | | | | |                                                                      |                                                                      |                                                                      |                                                                      |                                                                      |                                                                      |                                                           |                                                           |                                                           |                                                           |                                                           |                                                           |                                        |                                        |                                                                                              |                                                                                              |                                                                                              |                                                                                              |                                                                                              |                                                                                              |                                               |                                               |                                               |                                               |  |  |
| Manuela Fernández López (1791-1845) | Manuela Fernández López (1791-1845) | Manuela Fernández López (1791-1845) | Manuela Fernández López (1791-1845) | Manuela Fernández López (1791-1845)    | Manuela Fernández López (1791-1845)    |                                        |                                        | Pedro Miguel Amparan Arveláiz, comandante del ejército patriota en la guerra de independencia de Venezuela (1794-1860) | Pedro Miguel Amparan Arveláiz, comandante del ejército patriota en la guerra de independencia de Venezuela (1794-1860) | Pedro Miguel Amparan Arveláiz, comandante del ejército patriota en la guerra de independencia de Venezuela (1794-1860) | Pedro Miguel Amparan Arveláiz, comandante del ejército patriota en la guerra de independencia de Venezuela (1794-1860) | Pedro Miguel Amparan Arveláiz, comandante del ejército patriota en la guerra de independencia de Venezuela (1794-1860) | Pedro Miguel Amparan Arveláiz, comandante del ejército patriota en la guerra de independencia de Venezuela (1794-1860) |                                                                      |                                                                      | Juana Francisca Amparan Arveláiz                                     | Juana Francisca Amparan Arveláiz                                     | Juana Francisca Amparan Arveláiz                                     | Juana Francisca Amparan Arveláiz                                     | Juana Francisca Amparan Arveláiz                          | Juana Francisca Amparan Arveláiz                          |                                                           |                                                           | Salomé Amparan Arveláiz (1810-1875)                       | Salomé Amparan Arveláiz (1810-1875)                       | Salomé Amparan Arveláiz (1810-1875)    | Salomé Amparan Arveláiz (1810-1875)    | Salomé Amparan Arveláiz (1810-1875)                                                          | Salomé Amparan Arveláiz (1810-1875)                                                          |                                                                                              |                                                                                              | Juan Francisco Parés y Jove (1789-1843)                                                      | Juan Francisco Parés y Jove (1789-1843)                                                      | Juan Francisco Parés y Jove (1789-1843)       | Juan Francisco Parés y Jove (1789-1843)       | Juan Francisco Parés y Jove (1789-1843)       | Juan Francisco Parés y Jove (1789-1843)       |  |  |
| Manuela Fernández López (1791-1845) | Manuela Fernández López (1791-1845) | Manuela Fernández López (1791-1845) | Manuela Fernández López (1791-1845) | Manuela Fernández López (1791-1845)    | Manuela Fernández López (1791-1845)    |                                        |                                        | Pedro Miguel Amparan Arveláiz, comandante del ejército patriota en la guerra de independencia de Venezuela (1794-1860) | Pedro Miguel Amparan Arveláiz, comandante del ejército patriota en la guerra de independencia de Venezuela (1794-1860) | Pedro Miguel Amparan Arveláiz, comandante del ejército patriota en la guerra de independencia de Venezuela (1794-1860) | Pedro Miguel Amparan Arveláiz, comandante del ejército patriota en la guerra de independencia de Venezuela (1794-1860) | Pedro Miguel Amparan Arveláiz, comandante del ejército patriota en la guerra de independencia de Venezuela (1794-1860) | Pedro Miguel Amparan Arveláiz, comandante del ejército patriota en la guerra de independencia de Venezuela (1794-1860) |                                                                      |                                                                      | Juana Francisca Amparan Arveláiz                                     | Juana Francisca Amparan Arveláiz                                     | Juana Francisca Amparan Arveláiz                                     | Juana Francisca Amparan Arveláiz                                     | Juana Francisca Amparan Arveláiz                          | Juana Francisca Amparan Arveláiz                          |                                                           |                                                           | Salomé Amparan Arveláiz (1810-1875)                       | Salomé Amparan Arveláiz (1810-1875)                       | Salomé Amparan Arveláiz (1810-1875)    | Salomé Amparan Arveláiz (1810-1875)    | Salomé Amparan Arveláiz (1810-1875)                                                          | Salomé Amparan Arveláiz (1810-1875)                                                          |                                                                                              |                                                                                              | Juan Francisco Parés y Jove (1789-1843)                                                      | Juan Francisco Parés y Jove (1789-1843)                                                      | Juan Francisco Parés y Jove (1789-1843)       | Juan Francisco Parés y Jove (1789-1843)       | Juan Francisco Parés y Jove (1789-1843)       | Juan Francisco Parés y Jove (1789-1843)       |  |  |
|                                     |                                     |                                     |                                     |                                        |                                        |                                        |                                        | | | | | | |                                                                      |                                                                      |                                                                      |                                                                      |                                                                      |                                                                      |                                                           |                                                           |                                                           |                                                           |                                                           |                                                           |                                        |                                        |                                                                                              |                                                                                              |                                                                                              |                                                                                              |                                                                                              |                                                                                              |                                               |                                               |                                               |                                               |  |  |
|                                     |                                     |                                     |                                     | Mercedes Amparan Fernández (1835-1890) | Mercedes Amparan Fernández (1835-1890) | Mercedes Amparan Fernández (1835-1890) | Mercedes Amparan Fernández (1835-1890) | Mercedes Amparan Fernández (1835-1890)                                                                                 | Mercedes Amparan Fernández (1835-1890)                                                                                 | | | | |                                                                      |                                                                      |                                                                      |                                                                      |                                                                      |                                                                      |                                                           |                                                           |                                                           |                                                           |                                                           |                                                           |                                        |                                        | Emilio Parés Amparan (1827-?)                                                                | Emilio Parés Amparan (1827-?)                                                                | Emilio Parés Amparan (1827-?)                                                                | Emilio Parés Amparan (1827-?)                                                                | Emilio Parés Amparan (1827-?)                                                                | Emilio Parés Amparan (1827-?)                                                                |                                               |                                               |                                               |                                               |  |  |
|                                     |                                     |                                     |                                     | Mercedes Amparan Fernández (1835-1890) | Mercedes Amparan Fernández (1835-1890) | Mercedes Amparan Fernández (1835-1890) | Mercedes Amparan Fernández (1835-1890) | Mercedes Amparan Fernández (1835-1890)                                                                                 | Mercedes Amparan Fernández (1835-1890)                                                                                 | | | | |                                                                      |                                                                      |                                                                      |                                                                      |                                                                      |                                                                      |                                                           |                                                           |                                                           |                                                           |                                                           |                                                           |                                        |                                        | Emilio Parés Amparan (1827-?)                                                                | Emilio Parés Amparan (1827-?)                                                                | Emilio Parés Amparan (1827-?)                                                                | Emilio Parés Amparan (1827-?)                                                                | Emilio Parés Amparan (1827-?)                                                                | Emilio Parés Amparan (1827-?)                                                                |                                               |                                               |                                               |                                               |  |  |
|                                     |                                     |                                     |                                     |                                        |                                        |                                        |                                        | | | | | | |                                                                      |                                                                      |                                                                      |                                                                      |                                                                      |                                                                      |                                                           |                                                           |                                                           |                                                           |                                                           |                                                           |                                        |                                        |                                                                                              |                                                                                              |                                                                                              |                                                                                              |                                                                                              |                                                                                              |                                               |                                               |                                               |                                               |  |  |
|                                     |                                     |                                     |                                     |                                        |                                        |                                        |                                        | | | | | | |                                                                      |                                                                      | Rafael Parés Amparan                                                 | Rafael Parés Amparan                                                 | Rafael Parés Amparan                                                 | Rafael Parés Amparan                                                 | Rafael Parés Amparan                                      | Rafael Parés Amparan                                      |                                                           |                                                           | Luisa Petronila Gago Baca                                 | Luisa Petronila Gago Baca                                 | Luisa Petronila Gago Baca              | Luisa Petronila Gago Baca              | Luisa Petronila Gago Baca                                                                    | Luisa Petronila Gago Baca                                                                    |                                                                                              |                                                                                              |                                                                                              |                                                                                              |                                               |                                               |                                               |                                               |  |  |
|                                     |                                     |                                     |                                     |                                        |                                        |                                        |                                        | | | | | | |                                                                      |                                                                      | Rafael Parés Amparan                                                 | Rafael Parés Amparan                                                 | Rafael Parés Amparan                                                 | Rafael Parés Amparan                                                 | Rafael Parés Amparan                                      | Rafael Parés Amparan                                      |                                                           |                                                           | Luisa Petronila Gago Baca                                 | Luisa Petronila Gago Baca                                 | Luisa Petronila Gago Baca              | Luisa Petronila Gago Baca              | Luisa Petronila Gago Baca                                                                    | Luisa Petronila Gago Baca                                                                    |                                                                                              |                                                                                              |                                                                                              |                                                                                              |                                               |                                               |                                               |                                               |  |  |
|                                     |                                     |                                     |                                     |                                        |                                        |                                        |                                        | | | | | | |                                                                      |                                                                      |                                                                      |                                                                      |                                                                      |                                                                      |                                                           |                                                           |                                                           |                                                           |                                                           |                                                           |                                        |                                        |                                                                                              |                                                                                              |                                                                                              |                                                                                              |                                                                                              |                                                                                              |                                               |                                               |                                               |                                               |  |  |
|                                     |                                     |                                     |                                     |                                        |                                        |                                        |                                        | | | | | | |                                                                      |                                                                      |                                                                      |                                                                      |                                                                      |                                                                      | Pedro Emilio Parés Gago (1904-1959)                       | Pedro Emilio Parés Gago (1904-1959)                       | Pedro Emilio Parés Gago (1904-1959)                       | Pedro Emilio Parés Gago (1904-1959)                       | Pedro Emilio Parés Gago (1904-1959)                       | Pedro Emilio Parés Gago (1904-1959)                       |                                        |                                        | Leticia Pieretti Guzmán (1913-1976)                                                          | Leticia Pieretti Guzmán (1913-1976)                                                          | Leticia Pieretti Guzmán (1913-1976)                                                          | Leticia Pieretti Guzmán (1913-1976)                                                          | Leticia Pieretti Guzmán (1913-1976)                                                          | Leticia Pieretti Guzmán (1913-1976)                                                          |                                               |                                               |                                               |                                               |  |  |
|                                     |                                     |                                     |                                     |                                        |                                        |                                        |                                        | | | | | | |                                                                      |                                                                      |                                                                      |                                                                      |                                                                      |                                                                      | Pedro Emilio Parés Gago (1904-1959)                       | Pedro Emilio Parés Gago (1904-1959)                       | Pedro Emilio Parés Gago (1904-1959)                       | Pedro Emilio Parés Gago (1904-1959)                       | Pedro Emilio Parés Gago (1904-1959)                       | Pedro Emilio Parés Gago (1904-1959)                       |                                        |                                        | Leticia Pieretti Guzmán (1913-1976)                                                          | Leticia Pieretti Guzmán (1913-1976)                                                          | Leticia Pieretti Guzmán (1913-1976)                                                          | Leticia Pieretti Guzmán (1913-1976)                                                          | Leticia Pieretti Guzmán (1913-1976)                                                          | Leticia Pieretti Guzmán (1913-1976)                                                          |                                               |                                               |                                               |                                               |  |  |
|                                     |                                     |                                     |                                     |                                        |                                        |                                        |                                        | | | | | | |                                                                      |                                                                      |                                                                      |                                                                      |                                                                      |                                                                      |                                                           |                                                           |                                                           |                                                           |                                                           |                                                           |                                        |                                        |                                                                                              |                                                                                              |                                                                                              |                                                                                              |                                                                                              |                                                                                              |                                               |                                               |                                               |                                               |  |  |
|                                     |                                     |                                     |                                     |                                        |                                        |                                        |                                        | | | | | | |                                                                      |                                                                      |                                                                      |                                                                      |                                                                      |                                                                      |                                                           |                                                           |                                                           |                                                           | Silene Parés de Hidalgo (1938-2016)                       | Silene Parés de Hidalgo (1938-2016)                       | Silene Parés de Hidalgo (1938-2016)    | Silene Parés de Hidalgo (1938-2016)    | Silene Parés de Hidalgo (1938-2016)                                                          | Silene Parés de Hidalgo (1938-2016)                                                          |                                                                                              |                                                                                              | Octavio Antonio Hidalgo Tortolero (1928-1971)                                                | Octavio Antonio Hidalgo Tortolero (1928-1971)                                                | Octavio Antonio Hidalgo Tortolero (1928-1971) | Octavio Antonio Hidalgo Tortolero (1928-1971) | Octavio Antonio Hidalgo Tortolero (1928-1971) | Octavio Antonio Hidalgo Tortolero (1928-1971) |  |  |
|                                     |                                     |                                     |                                     |                                        |                                        |                                        |                                        | | | | | | |                                                                      |                                                                      |                                                                      |                                                                      |                                                                      |                                                                      |                                                           |                                                           |                                                           |                                                           | Silene Parés de Hidalgo (1938-2016)                       | Silene Parés de Hidalgo (1938-2016)                       | Silene Parés de Hidalgo (1938-2016)    | Silene Parés de Hidalgo (1938-2016)    | Silene Parés de Hidalgo (1938-2016)                                                          | Silene Parés de Hidalgo (1938-2016)                                                          |                                                                                              |                                                                                              | Octavio Antonio Hidalgo Tortolero (1928-1971)                                                | Octavio Antonio Hidalgo Tortolero (1928-1971)                                                | Octavio Antonio Hidalgo Tortolero (1928-1971) | Octavio Antonio Hidalgo Tortolero (1928-1971) | Octavio Antonio Hidalgo Tortolero (1928-1971) | Octavio Antonio Hidalgo Tortolero (1928-1971) |  |  |
|                                     |                                     |                                     |                                     |                                        |                                        |                                        |                                        | | | | | | |                                                                      |                                                                      |                                                                      |                                                                      |                                                                      |                                                                      |                                                           |                                                           |                                                           |                                                           |                                                           |                                                           |                                        |                                        |                                                                                              |                                                                                              |                                                                                              |                                                                                              |                                                                                              |                                                                                              |                                               |                                               |                                               |                                               |  |  |
|                                     |                                     |                                     |                                     |                                        |                                        |                                        |                                        | | | | | | |                                                                      |                                                                      |                                                                      |                                                                      |                                                                      |                                                                      |                                                           |                                                           |                                                           |                                                           |                                                           |                                                           |                                        |                                        | Luis Vicente Hidalgo Parés (1971-)                                                           |                                                                                              |                                                                                              |                                                                                              |                                                                                              |                                                                                              |                                               |                                               |                                               |                                               |  |  |